# Naomie Harris
Naomie Melanie Harris, OBE (født 6. september 1976 i London, England) er en britisk skuespiller. Harris er en tidligere elev fra Bristol Old Vic Theatre School.
I januar 2017 blev hun udnævnt til Officer of the Order of the British Empire (OBE), for sit virke som skuespiller.

## Filmografi
- Simon and the Witch (1987) TV-serie .... Joyce
- Runaway Bay (1992) TV-serie .... Shuku
- The Tomorrow People (1992) TV-serie .... Ami Jackson (1994-1995)
- Crust (2001)
- Living in Hope (2002) .... Ginny
- Trial & Retribution V (2002) (TV) .... Tara Gray
- Anansi (2002) .... Carla
- White Teeth (2002) (TV) .... Clara
- 28 Days Later... (2002) .... Selena
- The Project (2002) (TV) .... Maggie Dunn
- Dinotopia
- Trauma .... Elisa
- After the Sunset (2004) .... Sophie
- A Cock and Bull Story (2005) .... Jennie
- Pirates of the Caribbean: Død Mands Kiste (2006) .... Tia Dalma
- Miami Vice (2006) .... Trudy Joplin
- Pirates of the Caribbean: Ved verdens ende (2007) .... Tia Dalma
- Skyfall (2012) Film .... Eve Moneypenny
- Rampage Out of Control (2018)
- Venom: Let There Be Carnage (2021)